# 용궁 척화비
용궁 척화비(龍宮 斥和碑)는 대한민국 경상북도 예천군 용궁면 읍부리에 있는 조선시대의 척화비이다. 2012년 10월 4일 경상북도의 문화재자료 제598호로 지정되었다.

## 개요
이 비는 1866년(고종3) 병인양요와 1871년(고종8) 신미양요를 겪으며 전국의 주요 도로 등에 세운 척화비 가운데 하나이다. 비석 전면에는 “洋夷侵犯 非戰則和 主和賣國 戒我萬年子孫 丙寅作 辛未立”이라 글을 새겼다. 비신은 귀접이 형태로 크기는 폭 45.5cm, 높이 76cm, 두께 15.5cm이다. 원래 민가에 있던 것을 용궁중학교에서 찾아 용궁초등학교 동편 비석들이 있는 곳에 옮겼다가 1988년 만파루를 재건하면서 다른 비석들과 함께 그 옆으로 옮겼다. 전국에 세워졌던 척화비 가운데 많은 수는 당시의 정세 변동에 따라 철거되었으며, 현전하는 상당수가 문화재로 지정되어 있다. 본 비는 몇 차례 자리를 옮겼지만 역사성과 자료의 희귀성에 비추어 文化財資料로 지정한다.

## 참고 자료
- 용궁 척화비 - 국가유산청 국가유산포털